# Salif Tietietta
Salif Tietietta (* 29. November 2004) ist ein burkinischer Fußballspieler.

## Karriere

### Verein
Tietietta begann seine Karriere beim Faso AC Ouagadougou. Zur Saison 2021/22 wechselte er zum SC Majestic. Zur Saison 2024/25 wechselte er zum österreichischen Bundesligisten SCR Altach, bei dem er auf seinen ehemaligen Majestic-Teamkollegen Mohamed Ouédraogo traf.

### Nationalmannschaft
Tietietta debütierte im März 2024 in einem Testspiel gegen Libyen für die burkinische Nationalmannschaft.